# Country Reports on Human Rights Practices
Le rapport Country Reports on Human Rights Practices est un document émis chaque année par le gouvernement américain sur l'état des droits de l'homme dans le monde en dehors des États-Unis. Le premier rapport, publié en 1977, couvrait l'année 1976.